# Risängen
Risängen är en soptipp i Skövde kommun vid stadsdelen Segerstorp där har skaraborgare har slängt sopor i över sjuttio år. Den innehåller totalt över en och en halv miljon kubikmeter avfall på en yta av 32 hektar.
2012 pågick ett arbete att miljösäkra Risängen genom att täcka den med ett tätande material upp till två meter tjockt. Lakvatten från soptippen ska dräneras och renas. Den gas som bildas av avfallet ska tillvaratas. Arbetet beräknas kosta 70 miljoner kronor och pågå i drygt tjugo år.